# 444.hu
A 444.hu magyarországi internetes hírportál.

## Története
A 444.hu portált 2013. április 29.-én alapította Uj Péter, az index.hu egyik volt főszerkesztője több volt munkatársával együtt. 2015-ben Rényi Pál Dániel és Szily László is csatlakozott a hírportálhoz.
Az induló szerkesztőség tagjainak többsége korábban az Index.hu és az Origo.hu lapoknál dolgozott. 2014-ben Soros György alapítványától, az Open Society Foundationstól 49 500 dollár (több, mint 10 millió forint) támogatást kapott a parlamenti választással kapcsolatos rendellenességek nagyközönséghez való eljuttatására. A támogatás tényét Uj Péter főszerkesztő már 2014-ben elismerte a Magyar Nemzetnek, jelezve, hogy az összegből a 14! nevű választásfigyelő mobilos alkalmazást fejlesztették. Ezen támogatás tényét, a DCLeaks nevű kiszivárogtató oldal, a két évvel későbbi szivárogtatásában ismét nyilvánosságra hozta, amit több hazai lap is átvett, elhallgatva a tényt, hogy az információ már két éve ismert volt.
2017 májusától a 444.hu az olvasóitól is anyagi támogatást kér.

## Főszerkesztők
- 2013–: Uj Péter

## Tevékenység
A 444.hu különböző internetes platformokon is megjelenik (Facebook, Instagram, Ask.fm, Snapchat, YouTube).
Az oldalon rendszeresen megjelennek különböző társadalmi trendekkel, kérdésekkel foglalkozó átfogó riportok. Videósorozatban mutatták be például a magyar youtuberek főbb témáit, konfliktusait, az ask.fm sztárjait, a herbálozás veszélyeit, a függők mindennapjait. Rapháború címmel  2014-ben készítettek sorozatot a mainstream médiából kiszorult magyar rapperekről. Megosztó riportot készítettek egy homoszexuális magyar escortfiúval, Gagastar Milánnal, illetve a radikális szélsőjobboldali nézetei miatt országosan ismert érpataki polgármesterrel, Orosz Mihály Zoltánnal is. Az oldal emellett részt vett a Ki Mit Tube két évadának közvetítésében, lebonyolításában. A szerkesztőség pár tagja helyet kapott a zsűriben.

## Arculat
A 444.hu arculatát alapvetően meghatározzák a gifek, amelyek cikkeket illusztrálnak, illetve a saját készítésű, gyakran szatirikus ábrák, képek. 2014 szeptemberében bevezették a TLDR-t, amely nagyobb formátumú, hosszabb cikkek, elemző publicisztikák közlésére alkalmas.
Az oldal hangvételére általánosságban jellemző a humoros hangvétel, időnként önironikus módon is. Egyes újságírók pedig a gonzó újságírás irányvonalát követik.
A 444.hu-hoz több tematikus oldal is kapcsolódik, ilyen például a Mivoltma, amely népszerű mémeket mutat be, az amerikai BuzzFeedhez hasonló stílusban. Nőkkel és szociális helyzetükkel kapcsolatos cikkek a Feminfon jelennek meg, sokszor a bulvársajtóban népszerű történetekre, vagy közéleti eseményekre reagálva, míg az Északi nyitás nevű oldal a skandináv országok társadalmi trendjeiről szóló cikkeket közöl. Az oldal több külsősök által írt blognak is publikációs felületet nyújt, ilyen többek között a Magyar Helsinki Bizottság által írt Helsinki Figyelő, a Blinken Nyílt Társadalom Archívum által írt Forrás., illetve a genderrel foglalkozó Szabadnem.

## Kommentelés
A 444.hu 2016 januárjában szigorított a kommentelés szabályain, bevezette az előmoderációs rendszert, hogy a gyűlöletkeltő kommenteket és a trollokat kiszorítsa a cikkek alatti platformról. A rendszer lényege, hogy a hozzászólások 90%-át posztoló kommentelők felkerülnek egy listára („white list”), így a hozzászólásaik előmoderálás nélkül jelennek meg, míg a listán nem szereplőkét ellenőrzik. A listára való felkerülés feltétele az oldalon közölt szabályok betartása.
2019. decemberétől a kommentelhetőség lényegében megszűnt az oldalon. A változtatást a moderálás nehézségeivel indokolta a portál. A változtatás hatására először a kommentelők létszáma és a kommentelhető cikkek száma az oldalon jelentősen lecsökkent, később pedig az oldalon kommentelhető cikkek száma tovább csökkent, a kommentelhető cikkek ritkasággá váltak. 2023. március 2-án bármiféle előzetes bejelentés nélkül megszüntették a kommentelési lehetőséget, amit néhány támogatójuk nehezményezett.